# Laith A. Jawad
Laith Abd Jalil Jawad (* 31. Mai 1948 in Basra), auch als Laith Abdul Jalil Jawad Al-Hassan bekannt, ist ein irakisch-neuseeländischer Meeresbiologe, der in Neuseeland und in Oman arbeitet.

## Leben
Laith Jawad ist der Sohn von Abdul Jalil Jawad und Sabeha Hassan. 1971 erlangte er den Bachelor of Science an der Universität Basra und 1980 graduierte mit der Arbeit Intraspecific variation in the common goby, Pomatoschistus microps an der University of Bristol zum Master of Science in Fischtaxonomie. Von 1980 bis 1983 war er Lecturer und von 1983 bis 1993 war er Assistenzprofessor an der Universität Basra. Von 1993 bis 1994 war er wissenschaftlicher Mitarbeiter an der Universität Sanaa im Jemen. Von 1994 bis 1997 war er Assistenzprofessor an der Universität Bengasi in Libyen. 1997 wanderte er nach Neuseeland aus.
Von 1980 bis 1982 und von 1984 bis 1985 war er Leiter der Fischabteilung am Zentrum für Meeresforschung der Universität Basra. Von 1997 bis 2003 war Jawad Forschungsassistent an der University of Auckland und von 2003 bis 2005 Labormanager am Museum of New Zealand Te Papa Tongarewa in Wellington, Neuseeland. Von 2006 bis 2008 war er wissenschaftlicher Mitarbeiter am National Institute of Water and Atmospheric Research in Auckland. Von 2008 bis 2012 arbeitete er als Experte und Berater für Fischbiodiversät am Zentrum für Meeresforschung und Fischerei des Ministeriums für Landwirtschaft und Fischerei in Maskat, Oman. Seit 2013 ist er als freischaffender Berater für aquatische Biodiversität in Auckland tätig.
Jawad verfasste über 330 Forschungsartikel und Buchbesprechungen, die in verschiedenen internationalen Fachzeitschriften veröffentlicht wurden sowie die Erstbeschreibungen zur Gattung Matanui, zur Rochenart Okamejei pita (in Zusammenarbeit mit dem deutschen Ichthyologen Ronald Fricke) aus der nordwestlichen Region des Persischen Golfs, zur Leierfischart Callionymus omanensis (mit Ronald Fricke) sowie zur Umberfischart Johnius majan aus den Gewässern rund um Oman.
1988 war er neben Brian Coad Co-Autor der Publikation A bibliography of the fishes of the Tigris-euphrates-basin, die auch auf Deutsch unter dem Titel Bibliographie der Fische des Euphrat-Tigris-Beckens erschien. 2016 steuerte er fünf Kapitel zum Buch Coastal Fishes: Habitat, Behavior and Conservation von Edward K. Martinez bei. Im Oktober 2017 veröffentlichte Jawad das Buch Dangerous Fishes of the Eastern and Southern Arabian Peninsula und im Juli 2018 das Buch Field Atlas to the Fishes of the Arabian sea cost of Oman.
Jawad ist verheiratet und hat drei Töchter.